# España en los Juegos Paralímpicos de Nueva York y Stoke Mandeville 1984
España estuvo representada en los Juegos Paralímpicos de Nueva York y Stoke Mandeville 1984 por un total de 29 deportistas, 20 hombres y 9 mujeres.

## Medallistas
El equipo paralímpico español obtuvo las siguientes medallas:
| Nombre                  | Deporte       | Evento                               |
| ----------------------- | ------------- | ------------------------------------ |
| Oro                     |               |                                      |
| Purificación Santamarta | Atletismo     | 100 m B1 femenino                    |
| Purificación Santamarta | Atletismo     | 400 m B1 femenino                    |
| Alfredo Martín          | Atletismo     | Jabalina L3 masculino                |
| Ana María Peiró         | Natación      | 100 m espalda L4 femenino            |
| Ana María Peiró         | Natación      | 100 m mariposa L4 femenino           |
| Ana María Peiró         | Natación      | 200 m estilos L4 femenino            |
| María Teresa Herreras   | Natación      | 50 m braza L3 femenino               |
| María Teresa Herreras   | Natación      | 50 m libre L3 femenino               |
| Manuela Aguilera        | Natación      | 100 m espalda L6 femenino            |
| Manuela Aguilera        | Natación      | 200 m estilos L6 femenino            |
| Inmaculada Palencia     | Natación      | 100 m libre L6 femenino              |
| Inmaculada Palencia     | Natación      | 100 m mariposa L6 femenino           |
| Equipo                  | Natación      | 4 × 50 m libre L1-L6 femenino        |
| Equipo                  | Natación      | 4 × 50 m estilos L1-L6 femenino      |
| Francisco Flores        | Natación      | 50 m braza L3 masculino              |
| Francisco Flores        | Natación      | 50 m libre L3 masculino              |
| Alberto Gómez           | Natación      | 100 m espalda L5 masculino           |
| Alberto Gómez           | Natación      | 100 m libre L5 masculino             |
| Eugenio Jiménez         | Natación      | 100 m espalda L4 masculino           |
| Alberto Jofre           | Natación      | 100 m mariposa L4 masculino          |
| Juan Carlos Castañé     | Natación      | 200 m estilos L4 masculino           |
| Equipo                  | Natación      | 4 × 50 m libre L1-L6 masculino       |
| Plata                   |               |                                      |
| José Manuel Rodríguez   | Atletismo     | Triple salto B1 masculino            |
| María Teresa Herreras   | Natación      | 50 m espalda L3 femenino             |
| Pilar Javaloyas         | Natación      | 100 m espalda L5 femenino            |
| Manuela Aguilera        | Natación      | 100 m libre L6 femenino              |
| Francisco Flores        | Natación      | 50 m espalda L3 masculino            |
| Juan Carlos Castañé     | Natación      | 100 m braza L4 masculino             |
| Alberto Gómez           | Natación      | 100 m braza L5 masculino             |
| Alberto Jofre           | Natación      | 100 m libre L4 masculino             |
| Equipo                  | Natación      | 4 × 50 m estilos L1-L6 masculino     |
| Antonio Rebollo         | Tiro con arco | Doble ronda FITA integrado masculino |
| Bronce                  |               |                                      |
| Alfredo Martín          | Atletismo     | Disco L3 masculino                   |
| Alfredo Martín          | Atletismo     | Peso L3 masculino                    |
| Antonio Delgado         | Atletismo     | Salto de longitud B1 masculino       |
| Ana María Peiró         | Natación      | 100 m braza L4 femenino              |
| Ana María Peiró         | Natación      | 100 m libre L4 femenino              |
| Pilar Javaloyas         | Natación      | 100 m mariposa L5 femenino           |
| Pilar Javaloyas         | Natación      | 200 m estilos L5 femenino            |
| Laura Tramuns           | Natación      | 100 m braza L5 femenino              |
| Alberto Gómez           | Natación      | 100 m mariposa L5 masculino          |
| Roberto García          | Natación      | 100 m braza L5 masculino             |
| Roberto García          | Natación      | 200 m estilos L5 masculino           |
| Jordi Gotzens           | Natación      | 100 m espalda L5 masculino           |